# Umweltauswirkungen des Luftverkehrs

Pro-Kopf-Emissionen von Inlands- und Auslandsflügen

Luftverkehr hat Umweltauswirkungen. Schädigende Folgen beruhen auf Schadstoffemissionen, auf Fluglärm und Flächenversiegelungen an Flughäfen. Beim Verbrennen fossiler Brennstoffe bei Flugzeugen mit Verbrennungsantrieb entstehen gesundheitsschädliche und klimawirksame Gase sowie Änderungen der Wolkenbedeckung, die insgesamt zur globalen Erwärmung beitragen.

## Schadstoffemission

### Zusammensetzung der Emissionen

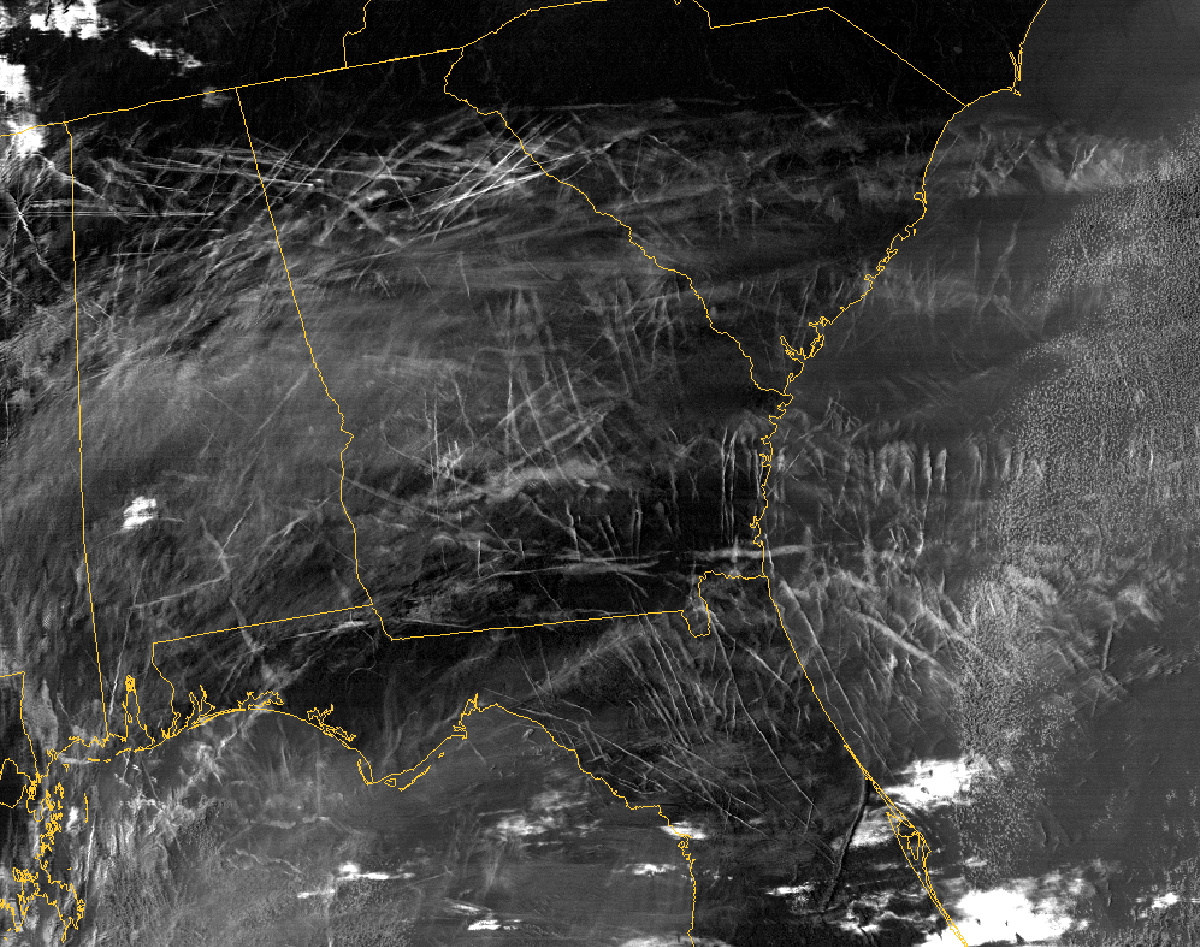
Kondensstreifen über Georgia

Kerosin ist der Treibstoff, der bei allen gängigen Strahltriebwerken zum Einsatz kommt. Bei Flugmotoren, die nach dem 4-Takt-Prinzip arbeiten, wird Benzin (zumeist AVGAS) verwendet. Wie bei allen auf Mineralöl basierenden Treibstoffen entstehen auch bei der Verbrennung von Flugtreibstoffen Emissionen.
Das folgende Beispiel zeigt den ungefähren Ausstoß an Gasen und Partikeln in Kilogramm für ein 150-sitziges Reiseflugzeug (Stand der Technologie von 1995) mit zwei Triebwerken während einer Flugstunde auf Reiseflughöhe. Die Zahlenwerte beziehen sich auf das ganze Flugzeug, umfassen also beide Triebwerke. Für Neuflugzeuge, welche ab 2015 ausgeliefert werden, kann heute davon ausgegangen werden, dass der Treibstoffbedarf rund 30 % niedriger liegt.
Durchsatz durch die beiden Triebwerke: 850.000 kg eingesaugte Luft und 2700 kg Kerosin.
Das Triebwerk verlassen in dieser Zeit 130.000 kg heiße Luft (Kerntriebwerk) und 722.700 kg kalte Luft (Nebenstrom).
Davon sind 8500 kg Kohlendioxid, 3300 kg Wasserdampf, 30 kg Stickoxide, 2,5 kg Schwefeldioxid, 2 kg Kohlenmonoxid, 0,4 kg Kohlenwasserstoffe und 0,1 kg Feinpartikel.
Die größten Anteile an Emissionen entfallen somit auf Kohlenstoffdioxid und Wasserdampf. Diese sind nicht toxisch, allerdings klimarelevant. Wasserdampf und Kohlendioxid haben an der Gesamtemission einen Anteil von ungefähr 10 %; der restliche Anteil ist überwiegend ausgestoßene erhitzte Luft. Es kommt durch die Verbrennung von Kerosin auch zur Emission toxischer Stoffe, dies sind vorwiegend Kohlenmonoxid, Stickoxide und Schwefeldioxid sowie Kohlenstoff in Form von Ruß.

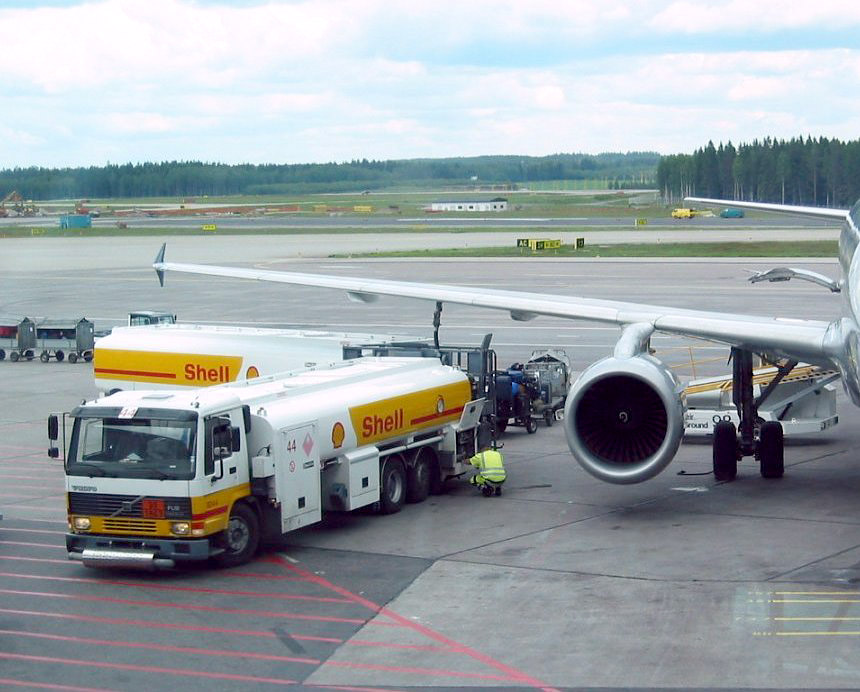
Beladen und Betanken eines Flugzeugs auf dem Flughafen in Helsinki

### Wachstum der Flugverkehrsemissionen
Die gesunkenen Preise von Flügen und deren einfache Verfügbarkeit haben zu einem enormen Anstieg der Flugreisen insgesamt geführt und dadurch die verkehrsbedingten Treibhausgasemissionen vervielfacht. Deutschlandweit stiegen die Emissionen des Luftverkehrs zwischen 1990 und 2014 um 85 % an, von knapp 15 Mio. Tonnen 1990 auf ca. 26–27 Mio. Tonnen 2014. Die spezifischen Treibhausgasemissionen des Luftverkehrs lagen 2010 bei 1.540 g CO2-Äquivalent/Tonnenkilometer und resultieren nicht nur aus dem reinen CO2-Ausstoß, sondern ergeben sich auch aus weiteren klimaschädlichen Wirkungen durch Stickoxide, Ruß, Kondensstreifen und Zirruswolken, die vom Luftverkehr verursacht werden.
Durch die jährlichen Wachstumsraten des Luftverkehrs von derzeit 7,1 % werden die Einsparungen durch sparsamere Antriebe bei weitem zunichtegemacht. Das heißt, dass die Triebwerke zwar in Bezug auf den Schadstoffausstoß optimiert werden, durch immer mehr Flüge und Flugzeuge die Emissionen jedoch stärker anwachsen (vgl. Rebound-Effekt). Die COVID-19-Pandemie setzte dem Wachstum ab 2020 vorerst ein Ende.

### Ökologischer Vergleich der Verkehrsmittel
Bei einem ökologischen Vergleich der Verkehrsmittel in Deutschland unter realistischer Auslastung war 2014 der Beitrag von Flugzeugen zum Klimawandel je Personenkilometer deutlich höher als bei anderen Verkehrsmitteln: umgerechnet in CO2-Emissionen gegenüber Reisebussen und der Bahn um mehr als das Fünffache. Der Verbrauch an Primärenergie in Liter pro Person betrug im Vergleich zum PKW mehr als das Doppelte. Der Luftverkehr ist weltweit für knapp fünf Prozent des menschengemachten Klimaeffekts verantwortlich, in der Schweiz im Jahr 2015 sogar für über 18 Prozent. Geht die Entwicklung so weiter wie bisher, wird dieser Anteil bis 2020 auf fast 22 Prozent anwachsen.

### Auswirkungen der Flugverkehrsemissionen

#### Toxische Wirkungen
In einer auf Modellrechnungen beruhenden Studie aus dem Jahr 2010 werden die durch die Emissionen von Flugzeugen im Reiseflug bedingten vorzeitigen Tode von Menschen auf weltweit etwa 8000 pro Jahr geschätzt, wobei die Klimawirkungen nicht berücksichtigt sind. Der Anteil an der Gesamtheit der durch Luftverunreinigungen frühzeitig eintretenden Tode liegt danach bei etwa 1 %. Im Mittel verlieren die Opfer 7,5 Lebensjahre durch Feinstaub und Stickoxide.
Einige Politiker bemängeln, dass „die toxikologischen Langzeitwirkungen von Kerosin, dessen Verbrennungsrückständen und Reaktionsprodukten sowie deren additive und synergistische Effekte nicht ausreichend untersucht“ wurden. Nach einer Auskunft der Bundesregierung aus dem Jahr 2012 wird die Luftqualität in Deutschland in einem Umkreis von 20 km um alle Flughäfen überwacht. Maßgebend sind die Grenzwerte der 39. Bundes-Immissionsschutzverordnung (39. BImSchV). Zuständig für die Überwachung sind die Bundesländer.

#### Beitrag zur globalen Erwärmung
Das Kohlendioxid führt in der Atmosphäre zur Absorption von Wärmeenergie, die von der Erdoberfläche reflektiert wird, und steigert so den anthropogenen Treibhauseffekt. Der Wasserdampf, dessen Ausstoß in großen Höhen als Kondensstreifen sichtbar ist, kann zur Kondensation des in der Atmosphäre bereits vorhandenen Wasserdampfs führen, sodass es durch diese Anregung zu einer verstärkten Wolkenbildung kommt; dieser Effekt ist von der Wetterlage abhängig. Dass Kondensstreifen messbare Auswirkungen auf das Wetter haben, zeigte eine Studie aus den USA im Zusammenhang mit dem Flugverbot nach dem 11. September 2001. Direkt nach den Anschlägen wurde der Flugverkehr für einige Tage nahezu vollständig eingestellt.

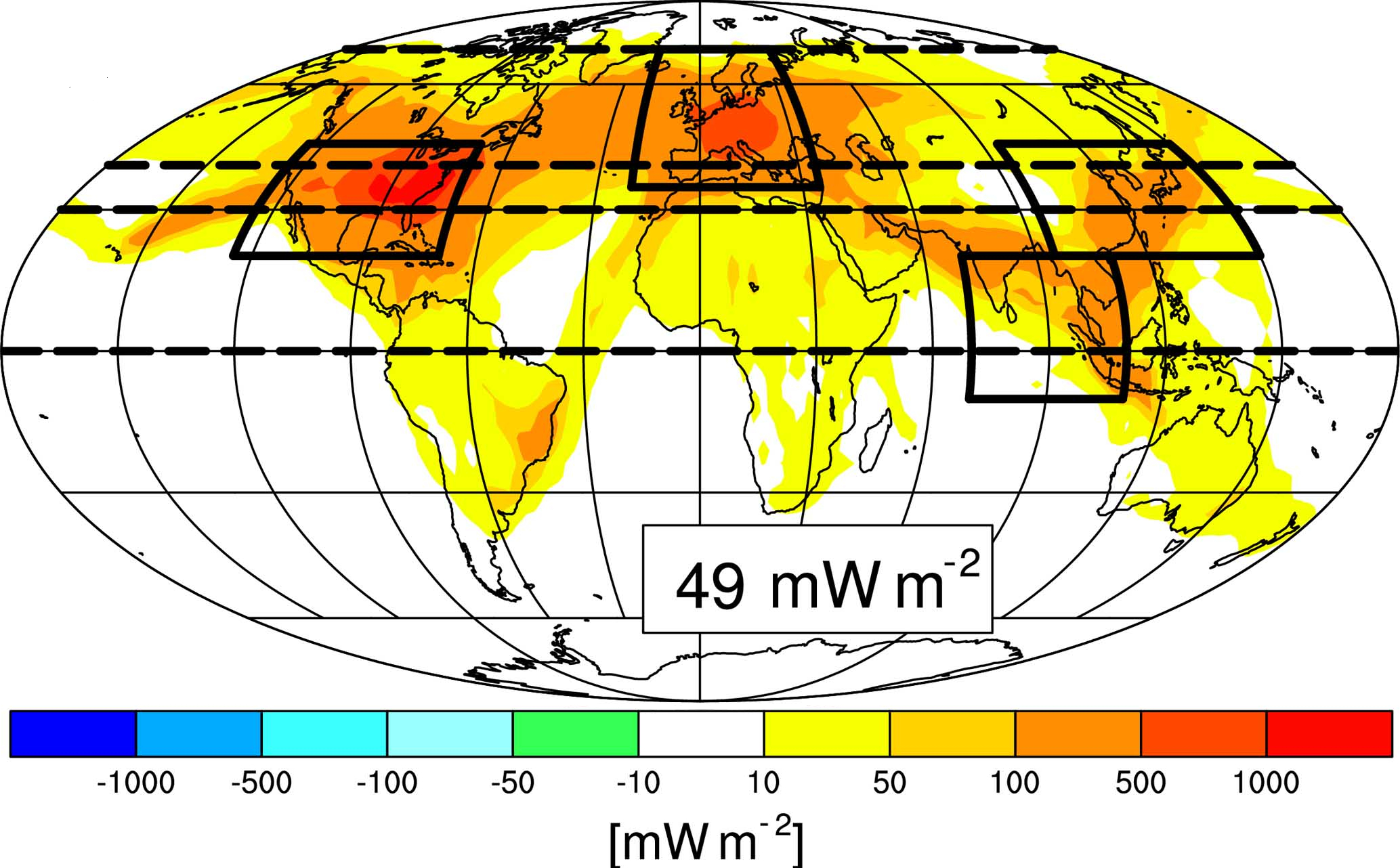
Strahlungsantrieb durch vom Luftverkehr induzierte Wolkenbildung (Simulation für das Jahr 2006 mit Bodenprojektion der Flugrouten)

Insgesamt trugen die Effekte des Luftverkehrs mit 3,5 % zur globalen Erwärmung vom Beginn der Industrialisierung bis zum Zeitraum 2000–2018 bei, Basis ist bei dieser Schätzung der „effektive Strahlungsantrieb“, der ein Maß für die Störung des Strahlungshaushalts der Erde ist und schnelle Anpassungen der Erdoberfläche und Troposphäre berücksichtigt. Auf Basis des Strahlungsantriebs an der Tropopause – ohne schnelle Anpassungen – liegt der Beitrag, je nach Studie, bei etwa 5 % oder mehr.
Eine größere Bedeutung als die CO2-Emissionen haben die sogenannten Nicht-CO2-Effekte. Das DLR beziffert diese auf zwei Drittel der Klimaschädigung beim Fliegen, die CO2-Emissionen auf ein Drittel. Der größte Verursacher der Nicht-CO2-Effekte sind Kondensstreifen und daraus resultierend die Kondensstreifen-Zirren (engl. contrail-cirrus). Auch Stickoxide tragen zur Klimawirkung bei: Aus ihnen entsteht das Treibhausgas Ozon, gleichzeitig haben Stickoxide einen kühlenden Effekt durch den Abbau des Treibhausgases Methan; in der Bilanz überwiegt der wärmende Effekt. Die genaue Klimawirkung der durch den Luftverkehr induzierten Wolkenbildung, die Kondensstreifen-Zirren, hängt stark von Flughöhe, Reisezeit (Tag oder Nacht), den atmosphärischen Bedingungen entlang der Route (u. a. Lufttemperatur, Konzentration von Eiskristallen, schon vorhandenen Wolken und Kondensationskeimen) und der Zusammensetzung des Brennstoffes ab. Über Nordamerika, Europa und Ost- und Südostasien, wo der Flugverkehr am dichtesten ist, hat sie die deutlichste erwärmende Wirkung. Insgesamt lassen diese zusätzlichen Effekte die Klimawirkung des Luftverkehrs auf das Dreifache dessen ansteigen, was die CO2-Emissionen alleine verursachen würden. Der durch den Luftverkehr verursachte Strahlungsantrieb nimmt wegen des steigenden Verkehrsaufkommens deutlich zu.
Der Klimaauswirkungen des Luftverkehrs werden von nur einem kleinen Teil der Menschheit verursacht. So kam eine 2020 publizierte Studie zum Ergebnis, dass 2018 nur etwa 11 % der Weltbevölkerung überhaupt am Luftverkehr teilnahmen, 2 bis 4 % der Weltbevölkerung flogen dabei auf internationalen Routen. Da ein großer Teil der Emissionen von Vielfliegern sowie Nutzern der Business- oder First-Class verursacht wird, die ein Mehrfaches an Emissionen produzieren wie die Economy-Class, und gerade Geschäftsreisende teils auch Geschäftsreiseflugzeuge nutzen, wird wahrscheinlich etwa die Hälfte des Klimaeffektes des Personenflugverkehrs von maximal einem Prozent der Weltbevölkerung verursacht.

### Zulassungssituation
Von der ICAO wurden für Triebwerke erstmals 1981 NOx-Grenzwerte eingeführt, um die Luftqualität an Flughäfen zu verbessern. 1993 wurde der Grenzwert von der ICAO verschärft, um die NOx-Emissionen von neuen Triebwerken ab 1999 um 20 Prozent zu reduzieren. Im Jahr 1999 wurde der Standard für NOx um durchschnittlich weitere 16 Prozent für neuere Triebwerke mit einer Zertifizierung ab 2003 (CAEP/4) reduziert (ICAO 2007a). Dieser Standard wird von der ICAO weiter fortgeschrieben. In der Richtlinie CAEP/6, gültig für Triebwerke ab 2008, wurde ein Grenzwert von 12 Prozent unterhalb von CAEP/4 festgelegt. Mit CAEP/8 trat 2010 eine weitere Verschärfung in Kraft.

## Begrenzung der Schadstoffemissionen

### Reduktion des Luftverkehrs

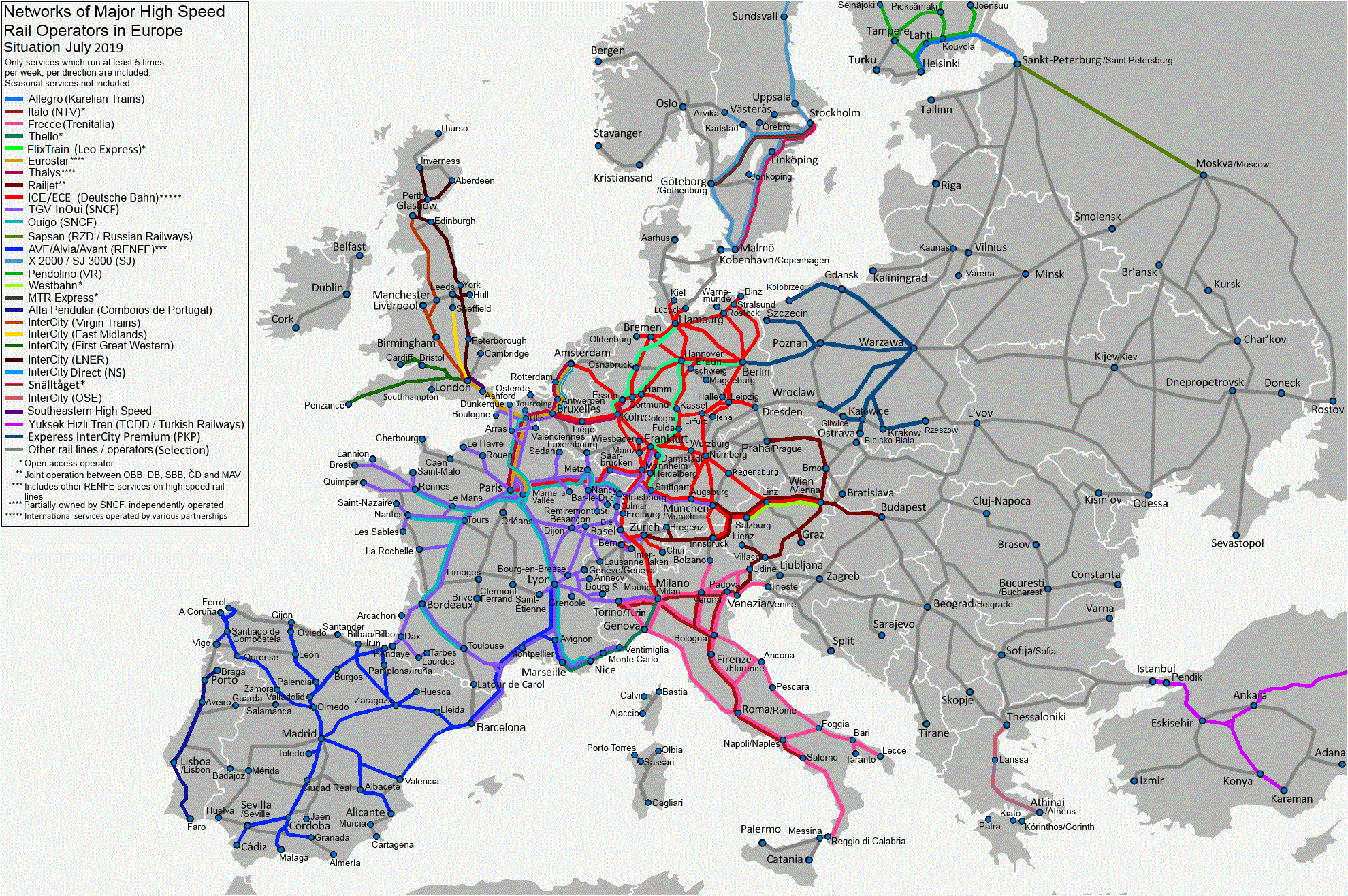
Netze der großen Hochgeschwindigkeitsbahnbetreiber in Europa, ~2018

Der Flugverkehr ist einer von drei Sektoren, in denen „nachfrageseitige Optionen“ einen großen Einfluss auf das Erreichen von Zielen nachhaltiger Entwicklung bis 2050 haben können. Einer Studie zufolge erfordert das Erreichen des globalen Temperaturziels von 1,5–2 °C erhebliche Nachfragereduzierungen in den kritischen Sektoren Luftfahrt, Schifffahrt, Straßengüterverkehr und Industrie, falls negative Emissionen im großen Maßstab nicht realisiert werden können. Dem IMAGE-Modell zufolge, das zur Projektion von Szenarien zur Begrenzung des globalen Temperaturanstiegs auf 1,5 °C und 2 °C verwendet wird, wird angenommen, dass eine umfassende Dekarbonisierung des Luftfahrtsektors innerhalb des vorgegebenen Zeitrahmens von einer Reduzierung des Flugverkehrs in bestimmten Märkten abhängt. Die Verringerung der Kohlenstoffintensität der Flugenergie in Netto-Null-Szenarien „hängt stark von den prognostizierten Veränderungen der Flugnachfrage und der Energieintensität ab“. Die erheblichen Herausforderungen einer Ausweitung der Produktion von nachhaltigem Flugkraftstoff – darunter die Ernährungssicherheit, die Auswirkungen auf die lokale Bevölkerung und Fragen der Landnutzung – unterstreichen die Priorität paralleler Bemühungen zur Reduzierung der Nachfrage. Beispielsweise müsste laut einem Bericht der Royal Society die Hälfte der britischen Ackerflächen genutzt werden, um genügend Biokraftstoff für die britische Luftfahrtindustrie zu produzieren, was die Nahrungsmittelversorgung erheblich belasten würde.
Der Tourismus wird bis 2050 voraussichtlich bis zu 40 % der gesamten globalen CO2-Emissionen verursachen. Die Verbrauchsoptionen mit dem höchsten Minderungspotenzial sprechen für eine Reduzierung des Auto- und Flugverkehrs. Eine Studie prognostizierte eine potenzielle Reduzierung der direkten CO2-Emissionen durch den Verkehr um etwa 50 % am Ende des Jahrhunderts im Vergleich zum Basiswert durch kombinierte Verhaltensfaktoren.
Laut dem Sechsten Sachstandsbericht des IPCC liegt das größte Vermeidungspotenzial bei dem nachfrageseitigen Klimaschutz, der aus den Optionen „Vermeiden“, „Verschieben“ und „Verbessern“ (VVV) besteht, in der Reduzierung des Langstreckenflugverkehrs und der Bereitstellung einer kohlenstoffarmen städtischen Kurzstreckenverkehrsinfrastruktur. Die Studie listet folgende damit verbundene Mobilitätsmaßnahmen auf:
- Vermeiden: Integration von Verkehrs- und Flächennutzungsplanung, Telearbeit, weniger Langstreckenflüge, regionale Urlaube (d. h. etwa in Nachbarländern die mit z. B. mit dem Fernbus bereist werden)[29]
- Verschieben: Umstellung vom Flugzeug auf Hochgeschwindigkeitszüge[29]

Die Studie kam zu dem Ergebnis, dass soziokulturelle Faktoren, die die Bevorzugung von Bahnreisen gegenüber Langstreckenflügen fördern, das Potenzial haben, die Treibhausgasemissionen des Luftverkehrs bis 2050 um 10 % bis 40 % zu reduzieren. Weitere Beispiele, die Nachfrage an Flügen in Populationen zu reduzieren, sind Varianten der Besteuerung von Flügen – vor allem Langstreckenflügen, da, laut Gössling, etwa 25 % der Flüge mit den weitesten Strecken 70 % der Emissionen ausmachen.

### Nutzung Alternativer Kraftstoffe
Eine Möglichkeit, um die Klimawirkung des Flugverkehrs zu reduzieren, ist der Einsatz von alternativen Kraftstoffen wie Biokraftstoffen oder E-Fuels. Beispielsweise bieten E-Fuels auf Basis von Wind- oder Solarstrom die Möglichkeit, fossile Treibstoffe auf Langstreckenflügen zu ersetzen, wo technisch bedingt weder Batterien noch Wasserstoff eine reelle Option sind. Da allerdings etwa zwei Drittel des Klimaeffektes des Flugverkehrs nicht durch die Kohlenstoffdioxid-Freisetzung verursacht werden, sondern durch sekundäre Klimaeffekte (s. o.), reduziert auch die Umstellung auf E-Kerosin, das mit 100 % Ökostrom hergestellt wurde, die klimatischen Auswirkungen des Flugverkehrs nur um etwa ein Drittel. Inwiefern Batterien und Brennstoffzellen auf Kurz- und Mittelstrecken Alternativen darstellen, wird mit Stand 2020 wissenschaftlich erforscht.
Parallel untersuchen z. B. das Deutsche Zentrum für Luft- und Raumfahrt (DLR) und die NASA, inwiefern alternative Kraftstoffe das Potenzial haben, den Luftverkehr mehr umwelt- und klimaschonender zu gestalten. Das DLR führte dazu im Rahmen des Projektes ECLIF (Emission and Climate Impact of Alternative Fuels) Testflüge mit alternativen Kraftstoffen durch und konnte durch die andere Zusammensetzung des Treibstoffs einige Verbesserungen nachweisen. So wurden über 90 % weniger Feinstaub, über 90 % weniger Schwefeloxidemissionen und 30 % weniger Stickoxidemissionen gemessen.
Das Ziel der Luftfahrtbranche, bis 2050 klimaneutral zu werden, insbesondere mit synthetischem Kerosin, halten das Umweltbundesamt und der Mobilitätsforscher Stefan Gössling für unrealistisch, weil die notwendigen Treibstoffmengen, auch angesichts des prognostizierten Anstiegs des Luftverkehrs, nicht produziert werden könnten.
Ein Ersatz des fossilen Kerosins durch synthetisches und CO2-neutrales Kerosin bis 2050 würde den Preis für Flugtickets während weiterer Sparmaßnahmen kaum merklich verteuern. Die Branche senkte dank Sparmaßnahmen die Preise von 2020 bis 2025 um 40 Prozent. Falls keine weiteren Sparmaßnahmen möglich wären, würden die Preise wieder auf das Niveau Mitte 1990er-Jahre steigen. Beides sei laut einem ETH-Professor nicht tragisch. Synthetisches Kerosin verbrennt sauberer als fossiles Kerosin und verursacht weniger Kondensstreifen und andere Nicht-CO2-Effekte. Unterschiedliche Studien betonten übereinstimmend und unabhängig vom Ansatz trotzdem eine unabdingbare Reduktion des Luftverkehrs.

### Elektroantrieb
Elektroflugzeuge arbeiten im Flugbetrieb emissionsfrei. Ein weiterer Vorteil ist, dass Elektromotoren im Vergleich zu Verbrennungsmotoren einfacher aufgebaut und deshalb leichter und weitaus wartungsärmer sind. Der Nachteil von Elektroflugzeugen ist, dass die bisher verfügbaren Batterien eine geringere Energiedichte als konventionelle Flugzeugtreibstoffe haben. Deshalb sind die heute verfügbaren Elektroflugzeuge in der Abflugmasse und Reichweite beschränkt. Auf der Pariser Luftfahrtschau 2019 wurde mit der Eviation Alice ein Verkehrsflugzeug für 9 Passagiere vorgestellt, das 2022 den kommerziellen Betrieb aufnehmen soll. Bei großen Passagierflugzeugen werden sich wahrscheinlich eher klimaneutrale Treibstoffe durchsetzen.

### Geringere Auslegungsgeschwindigkeit und Flughöhe
Für Kurz- und Mittelstreckenflugzeuge wurde 2024 in einem Forschungsprojekt errechnet, dass eine Auslegung für subsonische anstelle von transsonischen Fluggeschwindigkeiten (ca. 15 % langsamer) zu einer Reduktion des Treibstoffverbrauchs von 21 % gegenüber ansonsten vergleichbaren Flugzeugen konventioneller Auslegungsgeschwindigkeit führen würde. Die geringere Mach-Zahl und die Anwendung von Turboprop- statt Mantelstromtriebwerken führt zu einer geringeren Flughöhe mit überproportionaler Reduktion der Nicht-CO2-Emissionen. Dadurch können solche weiterentwickelten Turboprop-Flugzeuge selbst ohne Anwendung von E-Fuels potenziell eine Reduktion der Treibhausgasemissionen von über 60 % gegenüber derzeit üblichen Kurz- und Mittelstreckenflugzeugen erzielen. In einer anderen Studie aus dem Jahr 2014 wurde der Airbus 320 (Stand der Technik 2009) mit einem möglichen Turboprop-Nachfolgermodell mit 33 % geringerer Mach-Zahl verglichen und ein um 36 % geringerer Treibstoffverbrauch des langsameren Flugzeugs errechnet. Beide Untersuchungen kommen zum Schluss, dass die durch die geringere Geschwindigkeit ermöglichte Reduktion der Treibstoffkosten die Steigerung der zeitbezogenen Kosten bzw. die Reduktion der kommerziellen Flugdistanz pro Tag überkompensieren würde. Subsonische Turboprop-Flugzeuge wären also selbst bei den gegenwärtigen Energiepreisen wirtschaftlicher als transsonische Flugzeuge mit Mantelstromtriebwerken, noch ohne Berücksichtigung zusätzlicher klimaschutzbezogener Kosten wie beispielsweise Kerosinsteuern, Emissionszertifikate oder gegenüber fossilem Kerosin höheren Preisen für E-Fuels.

### CORSIA zur Regulierung der Treibhausgas-Emissionen
Im Oktober 2016 hat die ICAO die Einführung eines globalen Mechanismus für die Regulierung der Treibhausgas-Emissionen der internationalen Zivilluftfahrt beschlossen. Unter diesem müssen die Luftfahrtbetreiber ihre Emissionen durch sog. Offset-Zertifikate kompensieren. Das CORSIA-System wird in drei Phasen eingeführt:
- An einer Pilotphase 2021–2023 und einer ersten Phase 2024–2026 können Staaten freiwillig teilnehmen.
- In der zweiten Phase 2027–2035 ist die Teilnahme für alle Staaten verpflichtend. Ausgenommen sind Staaten mit einem sehr geringen Anteil an den globalen Flugbewegungen.

Das Treibhausgasziel der Branche ist ein CO2-neutrales Wachstum ab 2020, jedoch keine absolute Minderung der CO2-Emissionen. Andere Klimawirkungen sollen durch CORSIA nicht kompensiert werden. Diese machen wahrscheinlich mehr als die Hälfte des durch den Flugverkehr verursachten Strahlungsantriebs aus, der für die Klimaerwärmung maßgeblich ist.
Umweltorganisationen kritisieren, das System komme zu spät und sei zu wenig ambitioniert. Zudem sei völlig offen, welche Standards für die Kompensationszertifikate gelten sollten.
Forschende des Paul Scherrer Instituts PSI und der ETH Zürich haben 2023 berechnet, wie der Flugverkehr bis 2050 klimaneutral werden könnte. Sie kommen zu dem Ergebnis, fossiles Kerosin durch künstlich hergestellten, nachhaltigen Treibstoff zu ersetzen, reiche alleine nicht. Zusätzlich notwendig wäre eine Reduktion des Flugverkehrs.

### Einbeziehung des Luftverkehrs in den EU-Emissionshandel
Mit dem EU-Emissionshandel (Emissions Trading Scheme, ETS), der am 1. Januar 2005 europaweit in Kraft trat, versucht die Europäische Union die Emission von Treibhausgasen zu steuern. Im Dezember 2006 schlug die EU-Kommission vor, den Flugverkehr in das EU-Emissionshandelssystem aufzunehmen. Fluggesellschaften müssen ab 2012 Emissionsrechte auf Flugstrecken, die Flughäfen der EU berühren, nachweisen.

### Kerosinsteuer
Die Kerosinsteuer ist eine Verbrauchsteuer auf Flugtreibstoff in der gewerblichen Luftfahrt. In der Europäischen Union bildet die EG-Energiesteuerrichtlinie (2003/96/EG) vom 27. Oktober 2003 die Rechtsgrundlage, die den nationalen Regierungen die Möglichkeit zur Einführung einer Steuer auf Turbinenkraftstoff u. a. für kommerzielle Inlandsflüge einräumt. Derzeit ist der kommerzielle Kerosinverbrauch nach der Gesetzgebung aller Mitgliedstaaten der Europäischen Union steuerfrei (Stand: 2018).

### Freiwillige Kompensation von CO2-Emissionen
Durch Spenden an Organisationen wie z. B. Atmosfair, myclimate und Klima-Kollekte können Passagiere ihre CO2-Emissionen kompensieren. So werden z. B. bei easyJet nach Eigenangabe seit dem 19. November 2019 alle während des Flugs durch Treibstoffverbrennung verursachten CO2-Emissionen vollständig kompensiert, gleichzeitig ist sich die Airline bewusst, dass die Kompensation das Emissionsproblem nicht löst und sieht diese nur als Übergangslösung, bis andere Technologien zur Emissionsreduzierung verfügbar sind.
In Umfragen gaben Passagiere oft an bereit zu sein, für die Kompensation ihres Fluges einen substantiellen Betrag zu zahlen; die mittlere Zahlungsbereitschaft unterschied sich dabei je nach Umfrage deutlich, sie reichte von einem bis 50 Euro, oft betrug sie 10–30 Euro. Eine Auswertung von mehr als 60.000 zwischen August 2019 und Oktober 2020 vorgenommenen Buchungen bei einer Schweizer Fluggesellschaft ergab eine mittlere Zahlungsbereitschaft von einem Euro, weniger als 5 % der Passagiere hatten ihren Flug tatsächlich kompensiert. Im Mai 2023 wurde bekannt, dass bei der Lufthansa Group durchschnittlich rund 3 Prozent der Passagiere die Möglichkeit einer Klimakompensation nutzten. Innerhalb der Gruppe wurden bei der Swiss mit rund zehn Prozent die meisten Flüge kompensiert. Im September 2023 führte die Swiss eine verbindliche Klimakompensation auf der Strecke Zürich – Genf ein.

### Flugscham: Verzicht auf Flugreisen
Mit ‚Flugscham‘ (vom Schwedischen ‚flygskam‘, im Englischen ‚flight shame‘) wird das Konzept bezeichnet, dass Menschen, nachdem sie sich der Schädlichkeit von Flugreisen bewusst geworden sind, auf diese ganz oder zumindest teilweise verzichten. Der Begriff verbreitete sich seit Ende 2017, das Konzept wird von Einzelnen nachweislich schon seit 1990 umgesetzt. In Schweden sind 2018 zeitgleich mit der zunehmenden Popularität von ‚flygskam‘ die Fluggastzahlen zurückgegangen. In Deutschland war auch im ersten Halbjahr 2019 kein Rückgang zu beobachten.

## Fluglärm

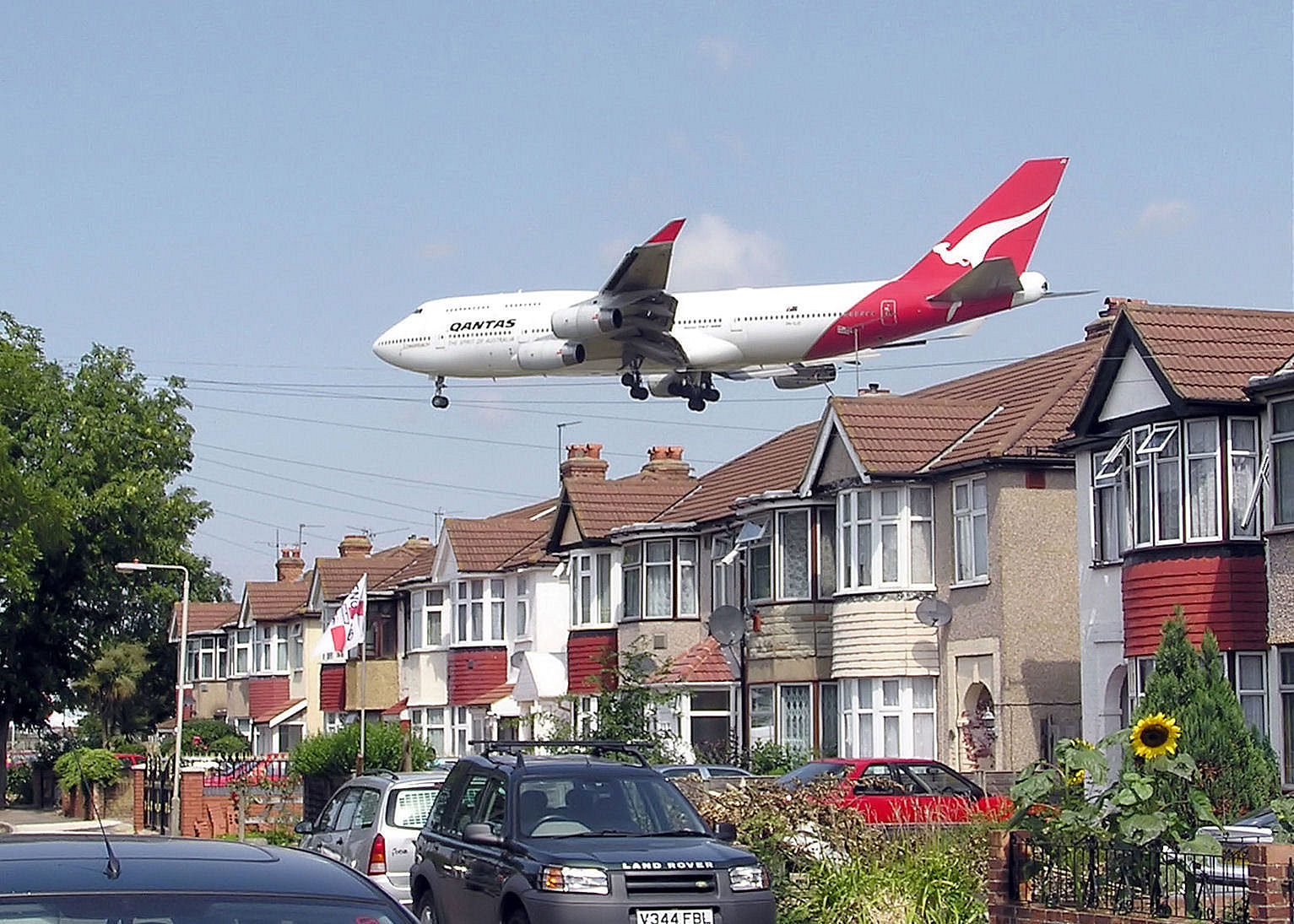
Eine Boeing 747-400 der Qantas Airways beim Landeanflug auf den Flughafen London-Heathrow

Fluglärm, sprich der Lärm, der von Flugzeugen und sonstigen Luftfahrzeugen verursacht wird, ist eine der wesentlichen Umweltbeeinträchtigungen durch den Luftverkehr und wirkt aufgrund seiner intermittierenden Struktur anders als Schienen- oder Straßenlärm. Neuere Studien des Forschungsverbundes „Leiser Verkehr“ konnten die unterschiedliche Behandlung verschiedener Verkehrslärmarten (z. B. Schienenbonus von 5 dB) nicht als gerechtfertigt belegen.
Derzeit gibt es in Deutschland keine gültigen Grenzwerte für Fluglärm. Allerdings stellt der Fluglärm bisher die einzige Lärmquelle dar, die fast lückenlos dokumentiert wird, da zur Überwachung des Fluglärms jeder Verkehrsflughafen eine kontinuierliche Messanlage gemäß § 19 a Luftverkehrsgesetz zu betreiben hat. Eine Dokumentation der Fluglärmbelastung erstellt außerdem das Netzwerk des Deutschen Fluglärmdienstes e. V. (DFLD). Der DFLD veröffentlicht diese Messwerte, eine unabhängige Prüfung seiner Messwerte erfolgte durch das Öko-Institut.
Das Fluglärmgesetz von 1971 wurde lange Zeit kontrovers diskutiert und erst mit Wirkung ab 2. Juni 2007 grundlegend geändert. Es setzt sowohl für bestehende wie auch für neu- und ausgebaute Flugplätze Lärmgrenzwerte fest. Mit der neuen Fassung des Gesetzes gibt es auch für Anwohner von Bestandsflughäfen einen Rechtsanspruch auf passiven Lärmschutz – im Gegensatz zu Schienen- oder Straßenlärmbetroffenen, die für bestehende Anlagen keinen Rechtsansprüche haben, sondern nur bei Neu- und Ausbaumaßnahmen. Das jetzt geltende Fluglärmgesetz unterscheidet Tages- und Nachtschutzzonen sowie zivile und militärische Flugplätze.
Nach den auslösenden Flugphasen bzw. in Abhängigkeit von Ort und Zeit unterscheidet man
- Lärm beim Landeanflug,
- Lärm beim Start (Luftfahrt),
- Bodenlärm von Flughäfen,
- Tieffluglärm,
- Nachtfluglärm.

Hauptquellen des Lärms sind die Triebwerke, aber auch das Fahrwerk und die das Luftfahrzeug umströmende Luft. Je nach Flugphase und Lademasse des Luftfahrzeugs wirken sich diese Faktoren unterschiedlich stark aus.
Beim Start entsteht Lärm in Flugzeugen mit Kolbenmotoren und bei Turboprops in erster Linie an den Propellerblättern, bei Jet- und Turbojettriebwerken hauptsächlich als Folge des Mischens heißer und schneller Austrittsgase mit der umgebenden Luft. Auch im Bereich des Fan, sowie der anderen Triebwerksschaufeln entsteht durch Interferenzen und Unregelmäßigkeiten des Luftstroms Lärm.
Je nach Entfernung und Flugzeugtyp können so jetgetriebene Passagierflugzeuge beim Start bis zu 90 dB(A) laut sein (Boeing 747/400 bei 300 m seitlicher Entfernung). Im Zusammenwirken mit einem stark beflogenen internationalen Flughafen entsteht dadurch eine hohe Lärmbelastung für dessen unmittelbare Umgebung.

### Belastung der Bevölkerung durch Fluglärm
Insgesamt hat sich die Belastung der Bevölkerung durch Fluglärm in den letzten 40 Jahren erheblich verändert. Zwar sind die einzelnen Flugzeuge rechnerisch leiser geworden, dieser Effekt wird jedoch durch die zunehmende Anzahl der Flugbewegungen überdeckt. Die Lärmreduzierung von Flugzeugen hat sich zudem hauptsächlich beim Startvorgang ausgewirkt, durch die Verwendung leichterer Konstruktionsmaterialien wird weniger Schub erforderlich und ein steiler Steigflug kann erreicht werden; beim Landelärm gab es kaum Fortschritte. In letzter Zeit stellt man an einigen Flughäfen (z. B. Frankfurt) sogar wieder eine Lärmzunahme fest – wahrscheinlich aufgrund veränderter Anflugverfahren.

### Maßnahmen zur Verminderung des Fluglärms
Maßnahmen zur Verminderung des Fluglärms seitens der Flugzeughersteller sind bautechnischer Natur (z. B. Weiterentwicklung von Leichtbaumaterialien zur Verringerung der Masse, Entwicklung von Turbofantriebwerken mit hohem Nebenstromverhältnis), Fluggesellschaften können zur Verminderung der Lärmbelästigung operationelle Maßnahmen treffen (Vorgabe von Noise abatement procedures), die Flugsicherung kann durch Planung der An- und Abflugstrecken über dünner besiedeltes Gebiet zur Verringerung der Lärmbelästigung beitragen. Die Wissenschaft und die Europäische Union hatten sich in der Forschungsagenda ACARE, sowie ein Consortium aus europäischen Flugzeugherstellern und Umweltinstituten im Projekt X-noise SOURDINE zum Ziel gesetzt, durch intensive Entwicklung die Lärmemissionen moderner Flugzeuge bis 2020 zu halbieren.
Flughafenbetreiber haben ferner die von ihnen erhobenen Landegebühren nach Lärmkriterien gestaffelt, so dass es für Luftverkehrsgesellschaften teurer wird, diese Plätze mit unnötig lauten Maschinen anzufliegen (vgl. Lärmklasseneinteilung der Flugzeuge durch die ICAO).
Bei der Vergabe oder Änderung von Betriebsgenehmigungen für Flughäfen wird die zu erwartende Lärmbelastung nicht gemessen, sondern berechnet und zu erwartende Lärmschutzzonen werden rechnerisch bestimmt. Die tatsächliche Lärmbelastung kann abweichen.

### Auswirkungen von Fluglärm auf Menschen
Der Fluglärm hat auch Auswirkungen auf die Gesundheit der Menschen. Ab 65 dB(A) können gesundheitliche Schäden auftreten, wie zahlreiche wissenschaftliche Untersuchungen zeigen. Die körperlichen Begleiterscheinungen werden wie folgt beschrieben: Die Nebennieren schütten das Hormon Adrenalin aus, das den so genannten Sympathikus aktiviert. Dieser Nervenstrang befindet sich entlang der Brustwirbelsäule. Die Folge: Blutgefäße verengen sich. Der Blutdruck steigt. Die Herzfrequenz erhöht sich. Der Körper gerät in einen Erregungszustand. Ist der Lärm vorbei, übernimmt der Gegenspieler des Sympathikus, der Parasympathikus das Regime. Dieses Nervengeflecht steuert die Erregung wieder zurück. Doch bei Dauerlärm oder sehr häufigen Ereignissen kommt der Körper nicht zur Ruhe, bleibt der Sympathikus aktiv – und so die Organe in ständiger Anspannung.
Die möglichen Folgen sind: Es kann zu Bluthochdruck, Herzkreislauferkrankungen und anderen gesundheitlichen Beeinträchtigungen kommen, insbesondere bei Nachtfluglärm, dem wegen der besonders schutzbedürftigen Nachtruhe eine besondere Bedeutung beizumessen ist.
Lärm mindert auch die körperliche und geistige Leistungsfähigkeit. Mehrere Untersuchungen belegen, dass Kinder in lauter Umgebung mehr Zeit für anspruchsvolle Aufgaben wie Rechnen und Schreiben benötigen. Auch die Fehlerquote steigt. Lärm stört die Kommunikation: Sprechen in lauter Umgebung ist anstrengend. Das Gehirn benötigt vermehrt Energie, um die Worte im Lärm zu differenzieren und zu verstehen. Fluglärm gilt aufgrund seines Frequenzspektrums – im Vergleich zu anderen Schallquellen – als besonderer Störfaktor, da er weite Bereiche des menschlichen Sprach- und Hörbereiches abdeckt.

### Fluglärm-Langzeitstudie in München
Der alte Flughafen München-Riem zog 1992 ins Erdinger Moos um. In einer einzigen Nacht wurde der komplette Flugbetrieb umgestellt. Hierdurch boten sich für eine internationale Langzeitstudie zum Thema Fluglärm beste Bedingungen. Es wurden 326 Kinder, die entweder am mittlerweile stillgelegten Flughafen München-Riem oder in der Einflugschneise des neuen Münchener Flughafens im Erdinger Moos aufwuchsen, getestet. Mit der Studie sollte die Auswirkung von Fluglärm vor allem auf die noch in der Entwicklung befindlichen Kinder ermittelt werden.
Die Lärmstudie befasste sich mit verschiedenen Untersuchungen zum Verhalten der Kinder in bestimmten Situationen. So wurden ihnen beispielsweise sehr schwierige Aufgaben vorgelegt. Die vom Fluglärm betroffenen Kinder gaben hierbei schneller auf als die Kinder aus ruhigeren Gegenden. Auch das tägliche Verhalten wurde negativ beeinflusst. Die Kinder waren nervös, unausgeglichen und zappelig. Sie konnten sich viel schlechter auf ihre Aufgaben konzentrieren und verloren schnell die Geduld. In ihrem Urin wurden viel mehr Stresshormone nachgewiesen als bei der Vergleichsgruppe. Auch der Blutdruck veränderte sich. Je länger die Kinder im Fluggebiet lebten, umso höher stiegen ihre Blutdruckwerte, mitunter in bedrohlich hohe Bereiche. Außerdem traten Schlafstörungen auf, vor allem beim Nachtflugbetrieb.
Der Münchener Studie folgten weitere Vergleichsprojekte. Sie wiesen eine erhöhte Aggression der Kinder nach. Bei Kindern, die am nunmehr stillgelegten Flugplatz wohnten, verbesserten sich nach einiger Zeit dagegen das Kurz- und Langzeitgedächtnis sowie die schulischen Leistungen. Das Fazit der Forscher: Fluglärm ist schädlich. Kinder die langfristig Fluglärm ausgesetzt werden, haben ein erhöhtes Risiko für psychosomatische sowie Herz- und Kreislauferkrankungen.

## Flächenverbrauch und Bodenversiegelung

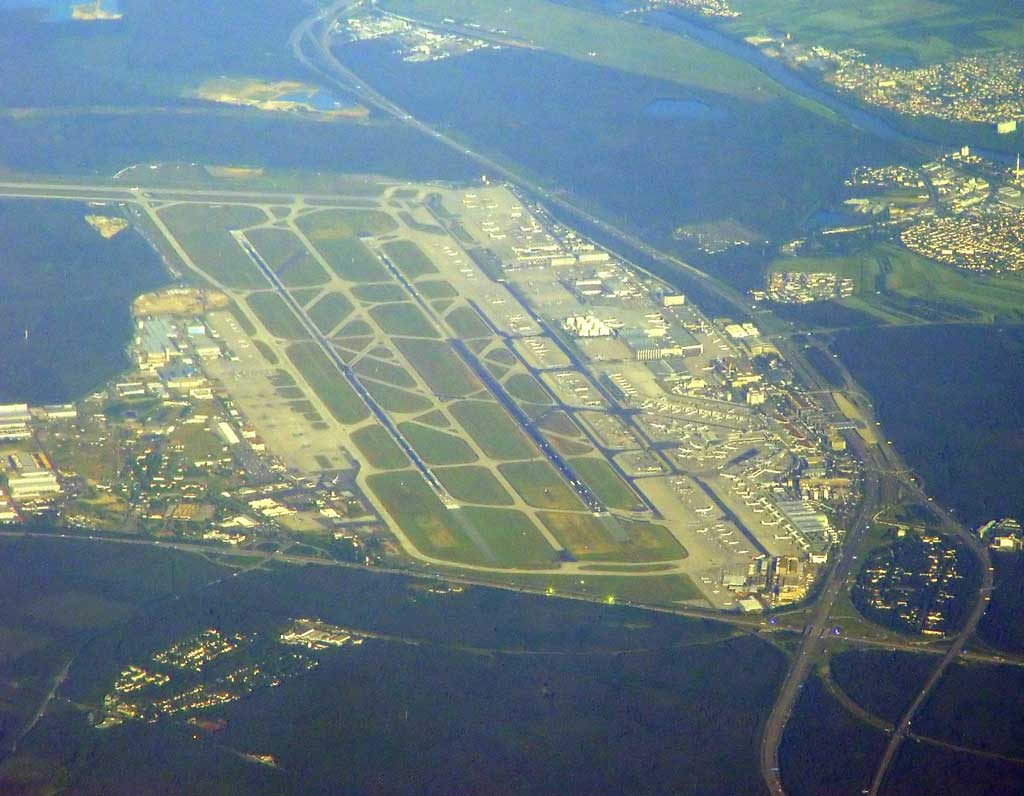
Flughafen Frankfurt (Main)

Flugplätze benötigen lokal gesehen große Flächen für Start- und Landebahnen, Rollwege, Abstellflächen, Hangars und Abfertigungsgebäude. Bestehen diese Flächen bei kleinen Plätzen häufig noch aus Graswiesen, so sind sie bei Verkehrsflugplätzen ab einer gewissen Größe meist asphaltiert oder betoniert; bei internationalen Flughäfen ist dies immer der Fall. Die großen asphaltierten Flächen führen dann zu Bodenversiegelung. Aufgrund bauphysikalischer Umstände wird häufig eine Grundwasserabsenkung durchgeführt, die wiederum das Pflanzenwachstum in der Umgebung stört und die Tierwelt beeinträchtigt.
Im Vergleich zu anderen Verkehrsträgern wie Schiene und Straße ist der Flächenverbrauch des Luftverkehrs im Verhältnis zur Verkehrsleistung (gemessen in Personenkilometern) je Hektar versiegelter Fläche allerdings sehr gering. In den befriedeten, nicht erschlossenen Gebieten von Flugplätzen entstehen oft Enklaven, in denen sich von Menschen relativ ungestört Biotope mit vielfältiger Flora und Fauna entwickeln können. Auf vielen Flugplätzen sind daher geschützte Biotope vorhanden.